# Liste der Gebietsänderungen in der niederländischen Provinz Limburg
Die Liste der Gebietsänderungen in der niederländischen Provinz Limburg enthält wichtige Änderungen der Gemeindegebiete in der niederländischen Provinz Limburg in der Zeit vom 1. Januar 1812 bis heute. Dazu zählen unter anderem Zusammenschlüsse und Trennungen von Gemeinden, Eingliederungen von Gemeinden in eine andere, Änderungen des Gemeindenamens und größere Umgliederungen von Teilen einer Gemeinde in eine andere. Kleinere Änderungen werden nicht berücksichtigt.

## Legende
- Datum: juristisches Wirkungsdatum der Gebietsänderung
- Gemeinde vor der Änderung: Gemeinde vor der Gebietsänderung
- Maßnahme: Art der Änderung
- Gemeinde nach der Änderung: Gemeinde nach der Gebietsänderung

Die Sortierung erfolgt chronologisch nach dem Datum und nach der aufnehmenden oder neu gebildeten Gemeinde. Heute noch bestehende Gemeinden sind farbig unterlegt. Die Gemeinden, die in die Provinz Limburg wechselten, sind grün, diejenigen, die sie verließen, rot unterlegt.

## Geschichte

### Französische Zeit
In der französischen Zeit gehörten die Gemeinden des nördlichen Teils zum Département de la Roer. Der Süden gehörte zum Département Meuse-Inférieure.

### Anzahl der Provinzen
Im Grundgesetz vom März 1814 wurde die (erneute) Bildung von 9 Provinzen mit Wirkung vom 1. Mai 1814 bekannt gegeben. Im Grundgesetz vom August 1815 wurde nach dem Hinzukommen des Gebiets, das später zum selbständigen Staat Belgien wurde, insgesamt 19 Provinzen benannt. Von diesen gehörten 10 zum Gebiet der heutigen Niederlande. Die Provinz Limburg wurde am 9. Oktober 1815 gebildet.
Offiziell wurde die Provinz Holland im Jahr 1840 in die neuen Provinzen Noord-Holland und Zuid-Holland aufgeteilt. In beiden Gebieten gab es allerdings bereits seit 1814 eine voneinander unabhängige selbständige Verwaltung. Von 1840 an gab es in den Niederlanden somit 11 Provinzen, bis im Jahr 1986 Flevoland hinzukam und zur bis heute gültigen Anzahl von 12 Provinzen führte.

### Name der Provinz
Der Name der Provinz hieß offiziell Hertogdom Limburg, bis er im Grundgesetz von 1887 in Limburg geändert wurde. Amtliche Veröffentlichungen trugen noch bis 1906 die Provinzbezeichnung Hertogdom Limburg.

## Gebietsänderungen
| Datum      | Gemeinde vor der Änderung | Maßnahme        | Gemeinde nach der Änderung   |
| ---------- | --- | --------------- | ---------------------------- |
| 09.10.1815 | Amby, Provinz Noord-Brabant | Umgliederung    | Amby                         |
| 09.10.1815 | Beek, Provinz Noord-Brabant | Umgliederung    | Beek                         |
| 09.10.1815 | Bemelen, Provinz Noord-Brabant | Umgliederung    | Bemelen                      |
| 09.10.1815 | Borgharen, Provinz Noord-Brabant | Umgliederung    | Borgharen                    |
| 09.10.1815 | Bunde, Provinz Noord-Brabant | Umgliederung    | Bunde                        |
| 09.10.1815 | Cadier, Provinz Noord-Brabant | Umgliederung    | Cadier                       |
| 09.10.1815 | Eijsden, Provinz Noord-Brabant | Umgliederung    | Eijsden                      |
| 09.10.1815 | Geulle, Provinz Noord-Brabant | Umgliederung    | Geulle                       |
| 09.10.1815 | Gulpen, Provinz Noord-Brabant | Umgliederung    | Gulpen                       |
| 09.10.1815 | Heerlen, Provinz Noord-Brabant | Umgliederung    | Heerlen                      |
| 09.10.1815 | Houthem, Provinz Noord-Brabant | Umgliederung    | Houthem                      |
| 09.10.1815 | Hulsberg, Provinz Noord-Brabant | Umgliederung    | Hulsberg                     |
| 09.10.1815 | Itteren, Provinz Noord-Brabant | Umgliederung    | Itteren                      |
| 09.10.1815 | Klimmen, Provinz Noord-Brabant | Umgliederung    | Klimmen                      |
| 09.10.1815 | Maastricht, Provinz Noord-Brabant | Umgliederung    | Maastricht                   |
| 09.10.1815 | Margraten, Provinz Noord-Brabant | Umgliederung    | Margraten                    |
| 09.10.1815 | Meerssen, Provinz Noord-Brabant | Umgliederung    | Meerssen                     |
| 09.10.1815 | Nieuwenhagen, Provinz Noord-Brabant | Umgliederung    | Nieuwenhagen                 |
| 09.10.1815 | Oost, Provinz Noord-Brabant | Umgliederung    | Oost                         |
| 09.10.1815 | Schaesberg, Provinz Noord-Brabant | Umgliederung    | Schaesberg                   |
| 09.10.1815 | Schimmert, Provinz Noord-Brabant | Umgliederung    | Schimmert                    |
| 09.10.1815 | Stevensweert, Provinz Noord-Brabant | Umgliederung    | Stevensweert                 |
| 09.10.1815 | Ulestraten, Provinz Noord-Brabant | Umgliederung    | Ulestraten                   |
| 09.10.1815 | Vaals, Provinz Noord-Brabant | Umgliederung    | Vaals                        |
| 09.10.1815 | Valkenburg, Provinz Noord-Brabant | Umgliederung    | Valkenburg                   |
| 09.10.1815 | Venlo, Provinz Noord-Brabant | Umgliederung    | Venlo                        |
| 09.10.1815 | Voerendaal, Provinz Noord-Brabant | Umgliederung    | Voerendaal                   |
| 01.01.1816 | Velden | Namensänderung  | Arcen en Velden              |
| 24.02.1817 | Melick und Herkenbosch, Preußen | Umgliederung    | Melick en Herkenbosch        |
| 24.02.1817 | Tegelen, Preußen | Umgliederung    | Tegelen                      |
| 22.03.1817 | Sittard, Broeksittard | Umgliederung    | Broeksittard                 |
| 14.02.1818 | Bree | Namensänderung  | Maasbree                     |
| 01.01.1821 | Pol en Panheel, Panheel | Umgliederung    | Heel en Panheel              |
| 01.01.1821 | Pol en Panheel, Pol | Umgliederung    | Wessem                       |
| 26.07.1821 | Vaesrade | Eingliederung   | Nuth                         |
| 06.03.1828 | Oost | Eingliederung   | Eijsden                      |
| 06.03.1828 | Breust, Gebietsteile | Umgliederung    | Eijsden                      |
| 06.03.1828 | Breust, Gebietsteile, Eijsden, Gebietsteile | Umgliederung    | Sint Geertruid               |
| 05.08.1828 | Cadier | Namensänderung  | Cadier en Keer               |
| 05.08.1828 | Heer en Keer, Heer | Umgliederung    | Heer                         |
| 13.06.1836 | Horst, Sevenum | Umgliederung    | Sevenum                      |
| 18.07.1839 | Vroenhoven, Belgien, Oud-Vroenhoven | Umgliederung    | Oud-Vroenhoven               |
| 02.01.1879 | Strucht | Eingliederung   | Schin op Geul                |
| 15.03.1887 | Rimburg | Eingliederung   | Ubach over Worms             |
| 01.01.1920 | Oud-Vroenhoven Sint Pieter | Eingliederung   | Maastricht                   |
| 01.10.1940 | Houthem Oud-Valkenburg Schin op Geul | Eingliederung   | Valkenburg                   |
| 15.07.1941 | Valkenburg | Namensänderung  | Valkenburg-Houthem           |
| 01.07.1942 | Ittervoort Neeritter | Eingliederung   | Hunsel                       |
| 01.10.1942 | Buggenum Nunhem | Eingliederung   | Haelen                       |
| 01.10.1942 | Broeksittard | Eingliederung   | Sittard                      |
| 01.01.1943 | Mesch | Eingliederung   | Eijsden                      |
| 01.01.1943 | Rijckholt | Eingliederung   | Gronsveld                    |
| 23.04.1949 | Havert, Deutschland Hillensberg, Deutschland Höngen, Deutschland Millen, Deutschland Süsterseel, Deutschland Tüddern, Deutschland Wehr, Deutschland | Umgliederung    | Tudderen, Drostambt          |
| 01.08.1959 | Maasniel | Eingliederung   | Roermond                     |
| 01.08.1963 | Tudderen, Drostambt, Havert | Umgliederung    | Havert, Deutschland          |
| 01.08.1963 | Tudderen, Drostambt, Hillensberg | Umgliederung    | Hillensberg, Deutschland     |
| 01.08.1963 | Tudderen, Drostambt, Höngen | Umgliederung    | Höngen, Deutschland          |
| 01.08.1963 | Tudderen, Drostambt, Millen | Umgliederung    | Millen, Deutschland          |
| 01.08.1963 | Tudderen, Drostambt, Süsterseel | Umgliederung    | Süsterseel, Deutschland      |
| 01.08.1963 | Tudderen, Drostambt | Umgliederung    | Tüddern, Deutschland         |
| 01.08.1963 | Tudderen, Drostambt, Wehr | Umgliederung    | Wehr, Deutschland            |
| 01.07.1969 | Meerlo Wanssum | Zusammenschluss | Meerlo-Wanssum               |
| 01.01.1970 | Amby Borgharen Heer Itteren | Eingliederung   | Maastricht                   |
| 01.01.1973 | Ottersum | Eingliederung   | Gennep                       |
| 01.01.1981 | Berg en Terblijt Valkenburg-Houthem | Zusammenschluss | Valkenburg aan de Geul       |
| 01.01.1982 | Spaubeek | Eingliederung   | Beek                         |
| 01.01.1982 | Grevenbicht Obbicht en Papenhoven | Eingliederung   | Born                         |
| 01.01.1982 | Gronsveld | Eingliederung   | Eijsden                      |
| 01.01.1982 | Wijlre | Eingliederung   | Gulpen                       |
| 01.01.1982 | Hoensbroek | Eingliederung   | Heerlen                      |
| 01.01.1982 | Eijgelshoven | Eingliederung   | Kerkrade                     |
| 01.01.1982 | Nieuwenhagen Schaesberg Ubach over Worms | Zusammenschluss | Landgraaf                    |
| 01.01.1982 | Bemelen Cadier en Keer Mheer Noorbeek Sint Geertruid                                                                                                | Eingliederung   | Margraten                    |
| 01.01.1982 | Bunde Geulle Ulestraten | Eingliederung   | Meerssen                     |
| 01.01.1982 | Hulsberg Schimmert Wijnandsrade | Eingliederung   | Nuth                         |
| 01.01.1982 | Bingelrade Jabeek Merkelbeek Schinveld | Zusammenschluss | Onderbanken                  |
| 01.01.1982 | Amstenrade Oirsbeek | Zusammenschluss | Schinnen                     |
| 01.01.1982 | Bocholtz | Eingliederung   | Simpelveld                   |
| 01.01.1982 | Limbricht Munstergeleen | Eingliederung   | Sittard                      |
| 01.01.1982 | Elsloo Urmond | Eingliederung   | Stein                        |
| 01.01.1982 | Nieuwstadt Roosteren | Eingliederung   | Susteren                     |
| 01.01.1982 | Klimmen | Eingliederung   | Voerendaal                   |
| 01.01.1982 | Slenaken | Eingliederung   | Wittem                       |
| 01.01.1991 | Horn | Eingliederung   | Haelen                       |
| 01.01.1991 | Beegden Heel en Panheel Wessem | Eingliederung   | Heel                         |
| 01.01.1991 | Baexem Grathem | Eingliederung   | Heythuysen                   |
| 01.01.1991 | Linne Ohé en Laak, Stevensweert | Eingliederung   | Maasbracht                   |
| 01.01.1991 | Vlodrop | Eingliederung   | Melick en Herkenbosch        |
| 01.01.1991 | Montfort Sint Odiliënberg | Eingliederung   | Posterholt                   |
| 01.01.1991 | Herten | Eingliederung   | Roermond                     |
| 01.01.1991 | Neer | Eingliederung   | Roggel                       |
| 01.01.1993 | Melick en Herkenbosch | Namensänderung  | Roerdalen                    |
| 01.01.1993 | Roggel | Namensänderung  | Roggel en Neer               |
| 01.02.1994 | Posterholt | Namensänderung  | Ambt Montfort                |
| 01.01.1998 | Stramproy | Eingliederung   | Weert                        |
| 01.01.1999 | Gulpen Wittem | Zusammenschluss | Gulpen-Wittem                |
| 01.01.2001 | Broekhuizen Grubbenvorst Horst | Zusammenschluss | Horst aan de Maas            |
| 01.01.2001 | Born Geleen Sittard | Zusammenschluss | Sittard-Geleen               |
| 01.01.2001 | Belfeld Tegelen | Eingliederung   | Venlo                        |
| 01.01.2003 | Echt Susteren | Zusammenschluss | Echt-Susteren                |
| 01.01.2007 | Haelen Heythuysen Hunsel Roggel en Neer | Zusammenschluss | Leudal                       |
| 01.01.2007 | Heel Maasbracht Thorn | Zusammenschluss | Maasgouw                     |
| 01.01.2007 | Ambt Montfort | Eingliederung   | Roerdalen                    |
| 01.01.2007 | Swalmen | Eingliederung   | Roermond                     |
| 01.01.2010 | Sevenum | Eingliederung   | Horst aan de Maas            |
| 01.01.2010 | Meerlo-Wanssum, Gebietsteile | Umgliederung    | Horst aan de Maas            |
| 01.01.2010 | Helden Kessel Maasbree Meijel | Zusammenschluss | Peel en Maas                 |
| 01.01.2010 | Arcen en Velden | Eingliederung   | Venlo                        |
| 01.01.2010 | Meerlo-Wanssum, Gebietsteile | Umgliederung    | Venray                       |
| 01.01.2011 | Eijsden Margraten | Zusammenschluss | Eijsden-Margraten            |
| 01.01.2018 | Eijsden-Margraten, 3 ha | Umgliederung    | Visé, Provinz Liège, Belgien |
| 01.01.2018 | Visé, Provinz Liège, Belgien, 16 ha | Umgliederung    | Eijsden-Margraten            |
| 01.01.2019 | Nuth Onderbanken Schinnen | Zusammenschluss | Beekdaelen                   |

## Anzahl der Gemeinden
Die Angabe zum 19. April 1839 bezieht sich auf die Abtretung des Nordteils der bisher insgesamt zu Belgien gehörenden Provinz Limburg an die Niederlande Die weiteren Zahlen beziehen sich auf die Situation nach den Reformen zum angegebenen Zeitpunkt.
| Datum      | Gemeinden |
| ---------- | --------- |
| 19.04.1839 | 123       |
| 18.07.1839 | 124       |
| 02.01.1879 | 123       |
| 15.03.1887 | 122       |
| 01.01.1920 | 120       |
| 01.10.1940 | 118       |
| 01.07.1942 | 116       |
| 01.10.1942 | 113       |
| 01.01.1943 | 111       |
| 23.04.1949 | 112       |

| Jahr       | Gemeinden |
| ---------- | --------- |
| 01.08.1959 | 111       |
| 01.08.1963 | 110       |
| 01.07.1969 | 109       |
| 01.01.1970 | 105       |
| 01.01.1973 | 104       |
| 01.01.1981 | 103       |
| 01.01.1982 | 70        |
| 01.01.1991 | 56        |
| 01.01.1998 | 55        |
| 01.01.1999 | 54        |

| Jahr       | Gemeinden |
| ---------- | --------- |
| 01.01.2001 | 48        |
| 01.01.2003 | 47        |
| 01.01.2007 | 40        |
| 01.01.2010 | 34        |
| 01.01.2011 | 33        |
| 01.01.2019 | 31        |